# Melanagromyza lindneri
Melanagromyza lindneri este o specie de muște din genul Melanagromyza, familia Agromyzidae, descrisă de Spencer în anul 1961. Conform Catalogue of Life specia Melanagromyza lindneri nu are subspecii cunoscute.